# Liste der Ehrenbürger von Braunschweig
Seit 1838 verleiht die Stadt Braunschweig die Ehrenbürgerwürde. Zunächst wurden damit Kaufleute und Fabrikanten geehrt, die ihre Waren mindestens einhundert Mal auf einer der Braunschweiger Messen angeboten hatten. Im Laufe der Jahrzehnte änderten sich diese Voraussetzungen mehr zu allgemeineren Verdiensten um die Stadt.
Seit 1972 werden verstorbene Ehrenbürger vom 70. bis zum 100. Geburtstag alle fünf Jahre sowie anlässlich ihres zehnten und 25. Todestages mit einer Kranzniederlegung durch die Stadt Braunschweig geehrt.

## Ehrenbürger der Stadt Braunschweig von 1838 bis heute
- 1838: Abraham Grah, Kaufmann aus Solingen;
- 1847: Wilhelm von Lübeck, Generalmajor;
- 1849: Heinrich Freiherr von Gagern;
- 1849: Carl Friedrich Gauß, Mathematiker;
- 1853: Ernst Rietschel, Bildhauer;
- 1862: Bernhard Heye (1784–1871)[1], Fabrikant aus Quakenbrück;
- 1862: Wilhelm Gottlieb Seyffarth, Kaufmann aus Naumburg (Saale);
- 1862: Luise Löbbecke, für Verdienste um die Wohlfahrtspflege;
- 1865: Philipp Endler, Fabrikant aus Khaa in Böhmen;
- 1866: Christoph Fischer, Fabrikant aus Suhl;
- 1867: Alexander Leopold von Erichsen, Generalleutnant;
- 1868: Georg Heinrich Storck, Kaufmann aus Gebhardshagen;
- 1871: Konstantin von Voigts-Rhetz, Infanterie-General;
- 1873: Georg Christian Bohrmann, Fabrikant aus Celle;
- 1879: Heinrich Caspari, Oberbürgermeister der Stadt Braunschweig;
- 1883: Wilhelm Schulz, Staatsminister;
- 1895: Otto von Bismarck, Reichskanzler a. D.;
- 1901: Wilhelm Raabe, Schriftsteller;
- 1908: Marie Luise Victorie Gräfin Görtz-Wrisberg;
- 1923: Heinrich Büssing, Ingenieur und Fabrikant;
- 1925: Hugo Retemeyer, Oberbürgermeister der Stadt Braunschweig;
- 1927: Friedrich Meyer, Bürgermeister der Stadt Braunschweig;

- Den folgenden Personen wurde die Ehrenbürgerwürde durch Beschluss des Rates der Stadt Braunschweig am 16. Januar 1946[2] aberkannt:
  - 1933: Adolf Hitler, Reichskanzler;
  - 1933: Dietrich Klagges, Ministerpräsident;
  - 1936: Hermann Göring, Reichsminister;
  - 1937: Bernhard Rust, Reichsminister;
  - 1938: Baldur von Schirach, Reichsjugendführer;
- 1948: Ernst Böhme, Oberbürgermeister der Stadt Braunschweig;
- 1953: Edmund Frohne, Prof. Dr.-Ing., u. a. Präsident der Deutschen Bundesbahn;
- 1953: Rudolf Egger-Büssing, Generaldirektor;
- 1954: Hans-Christoph Seebohm, Dr.-Ing., u. a. Bundesminister für Verkehr, legte Braunschweig als Sitz des Luftfahrt-Bundesamtes fest;
- 1960: Erich Walter Lotz, Dr.-Ing. e. h., Oberstadtdirektor;
- 1964: Martha Fuchs, Oberbürgermeisterin und Landesministerin;
- 1964: Carl Heimbs, Ehrenpräsident der Industrie- und Handelskammer;
- 1968: Otto Bennemann, Oberbürgermeister und Landesminister;
- 1977: Heinrich Rodenstein, Professor, Hochschuldirektor;
- 1977: Walter Oehler, Präsident der Handwerkskammer;
- 1988: Walter Schmidt, Bundes- und Landtagsabgeordneter;
- 1989: Artur Wiswedel, Dr., 1. Bürgermeister;
- 1993: Friedrich Theodor Kohl, Ratsherr und Architekt;
- 2008: Gerhard Glogowski, Oberbürgermeister a. D., Landesminister a. D. und Ministerpräsident a. D.;
- 2013: Ferdinand Piëch, VW-Aufsichtsratschef
- 2019: Richard Borek, Unternehmer
- 2020: Sally Perel, Holocaust-Überlebender[3]
- 2022: Renate Wagner-Redding, Vorsitzende der Jüdischen Gemeinde Braunschweig[4]

### Ehrenbürger der 1974 eingemeindeten Stadtteile
- Broitzem: Gustav Harms, Dorette Mundt
- Dibbesdorf: Alwin Lüdde
- Schapen: Albert Spinn, Otto Kampe, Karl Ohlendorf
- Stöckheim: Wilhelm Schlüter
- Thune: Adolf Kalberlah, Otto Seilkopf, Robert Wichmann
- Timmerlah: Wilhelm Roloff
- Volkmarode: Heinrich Grupe
- Waggum: Hermann Deppe